# Comes stabuli
Il comes stabuli (in greco antico: κόμης τοῦ σταύλου/στάβλου?) era un ufficiale responsabile dei cavalli e degli animali da soma utilizzati dall'esercito e dalla corte imperiale in età tardo antica e bizantina. Questa figura fu adottata anche dai Franchi e in seguito divenne il conestabile.

## Storia e funzioni
Compare per la prima volta nel IV secolo con il nome di tribunus [sacri] stabuli, che all'inizio doveva requisire e procurare cavalli dalle province. Secondo Ammiano Marcellino. Il loro rango fu equiparato a quello dei tribuni dei reggimenti di guardia della Scholae Palatinae. Nella Notitia Dignitatum sono elencati come praepositi gregum et stabulorum sotto il comando del comes rerum privatarum. All'inizio del V secolo, come attestato nel Codex Theodosianus, furono elevati al rango di comites col titolo di vires clarissimi, anche se per qualche tempo accanto a questo rimase anche il precedente titolo di tribuno (cf. Cod. Theod., 6.13.1)..
Nel IV secolo sono noti otto titolari di questo ufficio, tra cui l'imperatore Valente (regno 364–378) e i suoi cognati Cereale e Constantiniano. In seguito il generale Stilicone ricevette questa carica quando sposò Serena, nipote adottiva dell'imperatore Teodosio I (regno 378–395). Tuttavia, i titolari sono raramente menzionati in seguito. Il grande generale Flavio Ezio ricoprì tale carica nel 451, mentre nel VI una variante di questo titolo (Conte degli stallieri imperiali) fu dato ai generali più importanti, tra cui Belisario e Constantiniano, mentre Teofane Confessore, cronachista del IX secolo, ricorda come Baduario, parente dell'imperatore Giustino II (regno 565–578), rivestì la carica di Conte delle scuderie imperiali. Tale ufficio fece a sua ricomparsa nelle fonti degli anni venti del IX secolo quando il "prōtospatharios e komēs tou basilikou hippostasiou" Damiano guidò un'infruttuosa spedizione contro gli Arabi a Creta.
L'ufficio bizantino del komēs tou staulou è meglio conosciuto nei secoli IX e X, quando fu classificato come appartenente al gruppo di ufficiali militari conosciuti come stratarchai. Insieme con il Logoteta delle mandrie (logothetēs tōn agelōn), fu responsabile per i cavalli imperiali della capitale Costantinopoli e per gli allevamenti di cavalli nel grande campo militare (aplēkton) a Malagina, in Bitinia.
Ebbe abitualmente il rango di patrikios e nella gerarchia imperiale rivestiva la 51ª posizione. Durante le processioni imperiali, così come durante la guerra, accompagnava l'imperatore bizantino insieme al prōtostratōr e aveva un ruolo nel ricevimento dei ambasciatori stranieri.
Nel XIII secolo il konostaulos sembra aver sostituito il komēs tou staulou, ma un altro titolo komēs tōn basilikōn hippōn (Greek: κόμης τῶν βασιλικῶν ἴππων, "conte dei cavalli imperiali") appare nel trattato del XIV secolo dello Pseudo-Kodinos. Oltre a portare il cavallo dell'imperatore bizantino e tenerlo mentre lui vi stava sopra, le altre funzioni di questo ufficiale sono ignote. Egli non sembra aver avuto un rango all'interno della gerarchia della corte, ma la sua vicinanza all’imperatore bizantino a quanto pare gli dava una certa influenza, come nel caso di Costantino Chadenos, che sotto l’imperatore Michele VIII Paleologo passò da questo ufficio da altre cariche politiche più importanti (r. 1259–1282).